# Acacia pteraneura
Acacia pteraneura — вид квіткових рослин з родини бобових. Ареал: Австралія (Північна територія, Південна Австралія, Західна Австралія).

## Середовище
Зустрічається в багатьох різних типах середовищ існування, але зазвичай на кам'янистих рівнинах, на піщаних, глинистих або піщаних ґрунтах, як правило, на твердому покритті як частина змішаних відкритих чагарникових або лісових угруповань Mulga.

## Біоморфологічна характеристика
Рослина росте у вигляді куща заввишки близько 3 метрів або у вигляді дерева висотою від 6 до 8 метрів, яке іноді нагадує хвойне дерево з прямими або викривленими стовбурами та основними гілками. Волохаті гілочки від червоно-коричневого до темно-сірого кольору. Вічнозелені філодії мають зелений або сіро-зелений колір, іноді вигнуті до звивистих або мають сигмоподібну форму, завдовжки від 40 до 100 мм, і з'являються в групах від двох до п'яти на молодих рослинах.